# Közönséges vízicsiga
A közönséges vízicsiga vagy hosszúcsápú csőröscsiga (Bithynia tentaculata) egy kopoltyúval lélegző édesvízi csigafaj, mely eredetileg Európában és Nyugat-Ázsiában volt megtalálható, ám a 19. században behurcolták Észak-Amerikába is.

## Külső megjelenése
A csigaház öt vagy hat mély kanyarulatból áll, 8–16 mm magas, 6–9 mm széles. Színe sárgás szaruszínű, sötét színű bevonat lehet rajta. Köldöke nem látszik, az ajakduzzanat kifejezett.  A szájadéka és a beleillő operculum (a lábhoz tapadó fedő, mely a csiga visszahúzódásakor lezárja a csigaház bejáratát) felül kihegyesedik. Az állat sötét- vagy világosabb barna, tapogatói hosszúak. 

## Elterjedése és életmódja

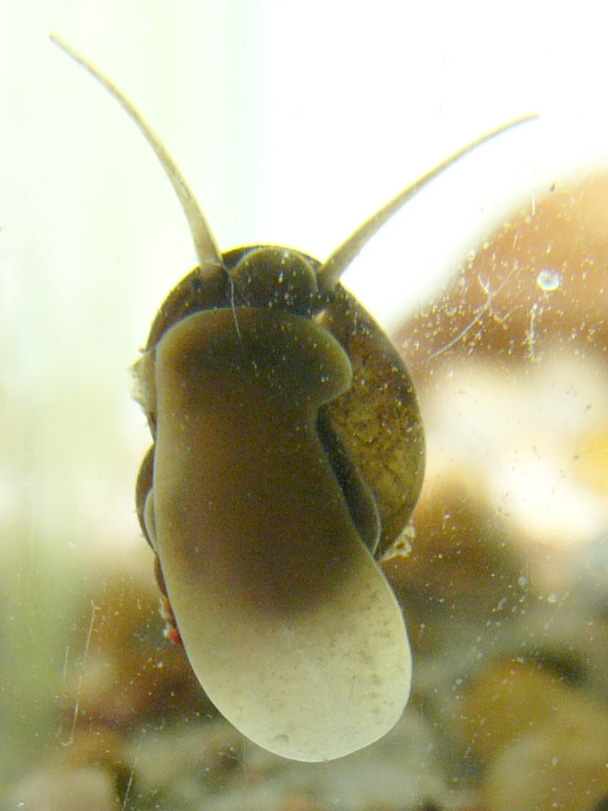
A közönséges vízicsiga alulról

A közönséges vízicsiga Észak-Skandinávia és Görögország kivételével egész Európában honos, valamint Ázsiában is Nyugat-Szibériáig és Kasmírig. Az észak-amerikai Nagy-tavakba 1870 körül került és azóta elterjedt az Egyesült Államok atlanti partvidékén és Dél-Kanadában. Svájcban 1400 m tengerszint feletti magasságig található. Magyarországon az egyik leggyakoribb kopoltyús vízicsiga.
Lassú folyású és állóvizekben, holtágakban, kisebb tavakban, mocsarakban él. Langyos vizű (25 C°-ig) hévforrásokban is előfordulhat, bár ott termete kisebb. Elviseli az időleges kiszáradást is. A sűrű növényzetet, iszapos aljzatot és kemény, oxigénben gazdag vizet kedveli. A növények, kövek felszínére tapadó moszatokat, algákat legeli, de kopoltyúfésűjével lebegő algákat is szűröget.
A közönséges vízicsiga váltivarú, a nőstény petéit májustól júniusig rakja két-három 1–3 cm hosszú zsinórban, melyeket a növények, kövek, fadarabok  felszínére tapaszt. A peték 2-3 hét alatt kelnek ki, felnőttkorukat második életévükben érik el. Élettartamuk két, ritkán három év.

## Parazitái
A közönséges vízicsiga köztesgazdája lehet a Prosthogonimus ovatus, Sphaeridiotrema globulus, Cyanthocotyle bushiensis, Echinostoma revolutum, Syngamus trachea, Capillaria obsignata és feltehetően a Leyogonimus polyoon lapos- és fonálférgeknek.
Magyarországon nem védett.

## Külső hivatkozások
- Fajleírás (angol nyelven)